# Oeuvre van Mieczysław Weinberg
Mieczysław Weinberg componeerde voornamelijk in traditionele genres; symfonieën, strijkkwartetten en operas. Hieronder een overzicht van zijn oeuvre gerangschikt naar opusnummer.
- Opus 1: Wiegelied voor piano (1935)
- Opus 2: Strijkkwartet nr. 1 (1937)
- Opus 3: Strijkkwartet nr. 2 (1940)
- Opus 4: Acacias, zes romances naar J. Tuwim voor zanger en piano (1940)
- Opus 5: Pianosonate nr. 1 (1940)
- Opus 6: Symphonic Poem voor orkest (1941)
- Opus 7: Drie Romances naar J. Rivina en A. Prokofiev (1941)
- Opus 8: Pianosonate nr. 2 (1942)
- Opus 9: Aria voor Strijkkwartet (1942)
- Opus 10: Symfonie nr. 1 (1942)
- Opus 11: Capriccio voor viool en piano (1943)
- Opus 12: Sonate nr. 1 voor viool en piano (1943)
- Opus 13: Children's Songs naar I.L. Peretz voor zanger en piano (1943)
- Opus 14: Strijkkwartet nr. 3 (1944)
- Opus 15: Sonate nr. 2 voor viool en piano (1944)
- Opus 16: Kindernotitieboekjes nr. 1 (1944)
- Opus 17: Joodse liederen naar Samuel Halkin (1944)
- Opus 18: Pianokwintet (1944)
- Opus 19: Kindernotitieboekjes nr. 2 (1944)
- Opus 20: Strijkkwartet nr. 4 (1945)
- Opus 21: Sonate nr. 1 voor cello en piano in C-majeur (1945)
- Opus 22: Drie Romances naar A. Mickiewicz voor zanger en piano (1945)
- Opus 23: Kindernotitieboekjes nr. 3 (1945)
- Opus 24: Pianotrio (1945)
- Opus 25: Zes Romances naar F. Tjoettsjev voor zanger en piano (1945)
- Opus 26: Suite voor klein orkest (1939-1945)
- Opus 27: Strijkkwartet nr. 5 (1945)
- Opus 28: Sonate voor klarinet en piano (1945)
- Opus 29: Twaalf miniaturen voor dwarsfluit en piano (1946)
- Opus 30: Symfonie nr. 2 voor strijkorkest (1946)
- Opus 31: Pianosonate nr. 3 (1946)
- Opus 32: Elegie naar F. Schiller voor bariton en piano (1946)
- Opus 33: Zes Sonetten naar William Shakespeare voor bas en piano (1946)
- Opus 34: Eenentwintig eenvoudige stukken voor piano (1946)
- Opus 35: Strijkkwartet nr. 6 (1946)
- Opus 36: Festive Scenes voor orkest (1946-1947)
- Opus 37: Sonate nr. 3 voor viool en piano (1947)
- Opus 38: Vier romances naar Maksym Rylsky en G. Nikolayeva voor zanger en piano (1947)
- Opus 39: Sonate nr. 4 voor viool en piano (1947)
- Opus 40: Twee Balletsuites voor orkest (1947)
- Opus 41: Sinfonietta nr. 1 (1948)
- Opus 42: Concertino voor viool en strijkorkest (1948)
- Opus 43: Concerto voor cello en orkest in c-mineur (1948)
- Opus 44: Greetings Overture voor orkest (1949)
- Opus 45: Symfonie nr. 3 (1949)
- Opus 46: Sonatina voor viool en piano in D-majeur (1949)
- Opus 47 nr. 1: Rapsodie op Moldaafse thema's voor orkest (1949)
- Opus 47 nr. 2: Polish Tunes voor orkest (1949)
- Opus 47 nr. 3: Moldaafse Rhapsodie voor viool en orkest (1949)
- Opus 47 nr. 4: Serenada voor orkest (1949)
- Opus 48: Strijktrio (1950)
- Opus 49: Sonatine voor piano (1951)
- Opus 49 bis: Sonate voor piano (ongenummerd, 1978)
- Opus 50: At the Source of the Past, liederencyclus naar Aleksandr Blok voor mezzo-sopraan en piano (1951)
- Opus 51: In the Homeland, cantate naar gedichteb van Soviet kinderen voor jongens-alt, jongenskoor, gemengd koor en orkest (1952)
- Opus 52: Fantasie voor cello en orkest (1951-1953)
- Opus 53: Sonate nr. 5 voor viool en piano (1953)
- Opus 54: Partita voor piano (1954)
- Opus 55: The Golden Key (Het gouden sleuteltje), ballet in zes scenes naar Aleksej Tolstoj (1954-1955)
  - Opus 55A: Suite nr. 1 uit het ballet The Golden Key (1964)
  - Opus 55B: Suite nr. 2 uit het ballet The Golden Key (1964)
  - Opus 55C: Suite nr. 3 uit het ballet The Golden Key (1964)
  - Opus 55D: Suite nr. 4 uit het ballet The Golden Key (1964)
- Opus 56: Pianosonate nr. 4 in b-mineur (1955)
- Opus 57: Bible of the Gypsies, zeven romances naar J. Tuwim voor mezzo-soprano en piano (1956)
- Opus 58: Pianosonate nr. 5 (1956)
- Opus 59: Strijkkwartet nr. 7 (1957)
- Opus 60: Morning-Red, symfonisch gedicht voor orkest (1957)
- Opus 61: Symfonie nr. 4 (1957) (Bewerkt in 1961)
- Opus 62: Memories naar J. Tuwim voor middenstem en piano (1957-1958)
- Opus 63: Sonate voor cello en piano nr. 2 in C-majeur (1958-1959)
- Opus 64: The White Chrysantheme, ballet in drie akten naar A. Rumnev en J. Romanovich (1958)
- Opus 65: In the Armenian Mountains naar O. Tumanian voor zanger en piano (1958)
- Opus 66: Strijkkwartet nr. 8 (1959)
- Opus 67: Concerto voor viool en orkest in g-mineur (1959)
- Opus 68: Symfonische liederen voor orkest (1959) (bewerking van versie uit 1951)
- Opus 69: Sonate voor twee violen (1959)
- Opus 70: Sinfonietta nr. 1 (1960)
- Opus 71: Zeven Romances naar diverse dichters voor zanger en piano (1960)
- Opus 72: Sonate nr. 1 voor cello solo (1960)
- Opus 73: Pianosonate nr. 6 (1960)
- Opus 74: Sinfonietta nr. 2 voor strijkorkest en pauken (1960)
- Opus 75: Fluitconcert nr. 1 (1961)
- Opus 76: Symfonie nr. 5 in f-mineur (1962)
- Opus 77: Old Letters naar J. Tuwim voor soprano en piano (1962)
- Opus 78: Drie romances naar V. Sosnora, Y. Vinokurov en A. Yashin voor zanger en piano (1962)
- Opus 79: Symfonie nr. 6 naar Leib Kvitko, Samuel Halkin en M. Lukonin voorjongenskoor en orkest (1962-1963)
- Opus 80: Strijkkwartet nr. 9 (1963)
- Opus 81: Symfonie nr. 7 in C-majeur voor strijkers en klavecimbel (1964)
- Opus 82: Sonate nr. 1 voor viool solo (1964)
- Opus 83: Symfonie nr. 8 Poolse bloemen naar J. Tuwim voor tenor, gemengd koor en orkest (1964)
- Opus 84: Oh, Grey Fog, romance naar J. Tuwim voor bas en piano (1964)
- Opus 85: Strijkkwartet nr. 10 (1964)
- Opus 86: Sonate nr. 2 voor cello solo (1965)
- Opus 87: The Diary of Love, cantate naar S. Vygodski voor tenor, jongenskoor en kamerorkest (1965)
- Opus 88: The Profile, liederencyclus naar S. Vydodski voor bas en piano (1965)
- Opus 89: Strijkkwartet nr. 11 (1965-1966)
- Opus 90: Words in Blood, liederencyclus naar J. Tuwim voor tenor en piano (1965)
- Opus 91: Piotr Plaksin, cantate naar J. Tuwim voor tenor, alt en 19 muziekinstrumenten (1965)
- Opus 92: Hiroshima, cantate naar Fukagawa voor gemengd koor en orkest (1966)
- Opus 93: Symfonie nr. 9 Everlasting Times naar J. Tuwim en V. Bronievsky voor verteller, koor en orkest (1940-1967)
- Opus 94: Concerto voor trompet en orkest in Bes majeur (1966-1967)
- Opus 95: Sonate nr. 2 voor viool solo (1967)
- Opus 96: Requiem naar D. Kedrin, M. Dudin, F. Garcia Lorca, Fukagawa en anderen voor kinderkoor, gemengd koor en orkest (1965-1967)
- Opus 97: The Traveller, opera in twee akten (1967-1968)
- Opus 98: Symfonie nr. 10 in a-mineur (1968)
- Opus 99: Triptychon naar L. Staff voor bas en orkest (1968)
- Opus 100: Vierentwintig preludes voor cello solo (1968)
- Opus 101: Symfonie nr. 11 Festive Symfonie naar diverse revolutiedichters voor koor en orkest (1969)
- Opus 102: Nobody did have known ......, gedicht naar Demyan Bedny voor sopraan, koor en orkest (1970)
- Opus 103: Strijkkwartet nr. 12 (1969-1970)
- Opus 104: Klarinetconcert (1970)
- Opus 105: De Madonna en de soldaar, opera in drie aktes naar A. Medvedev (1970)
- Opus 106: Sonate nr. 3 voor cello solo (1971)
- Opus 107: Sonate nr. 1 voor altviool solo (1971)
- Opus 108: Sonate nr. 1 voor contrabas solo (1971)
- Opus 109: The Love of d'Artagnan, opera naar A. Dumas (1971)
- Opus 110: When I sing this child asleep, liederencyclus naar G. Mistral voor sopraan en piano (1973)
- Opus 111: Congratulations!, opera in een akte naar Sholom Aleichem's play Mazltov! (1975)
- Opus 112: Lady Magnesia, opera in een akte naar G.B. Shaw (1975)
- Opus 113: Zes Balletscenes voor orkest (1973-1975)
- Opus 114: Symfonie nr. 12 (1975-1976)
- Opus 115: Symfonie nr. 13 (1976)
- Opus 116: From the Lyrics of Zhukovsky, liederencyclus naar V. Zhukovsky voor bas en piano (1976)
- Opus 117: Symfonie nr. 14 (1977)
- Opus 118: Strijkkwartet nr. 13 (1977)
- Opus 119: Symfonie nr. 15 I Believe in This Earth naar M. Dudin voor sopraan, bariton, vrouwenkoor en orkest (1977)
- Opus 120: Drie Palmtrees naar M. Lermontov voor sopraan en strijkkwartet (1977)
- Opus 122: Strijkkwartet nr. 14 (1978)
- Opus 123: Sonate nr. 2 voor altviool solo (1978)
- Opus 124: Strijkkwartet nr. 15 (1979)
- Opus 125: From the Lyrics of Baratinsky, liederencyclus naar Y. Baratynsky voor bas en piano (1979)
- Opus 126: Sonate nr. 3 voor viool solo (1979)
- Opus 127: Trio voor dwarsfluit, harp en altviool (1979)
- Opus 128: The Portrait, opera in acht scenes naar N. Gogol (1980)
- Opus 129: Strijkkwartet nr. 16 (1981) (??)
- Opus 130: Strijkkwartet nr. 16 (1981)
- Opus 131: Symfonie nr. 16 (1981)
- Opus 132: The Relic, recitatef voor bas en piano
- Opus 133: Sonate voor fagot solo
- Opus 134: From Afanasy Fet's Poetry, liederen voor bas en piano
- Opus 135: Sonate nr. 3 voor altviool solo
- Opus 136: Sonate nr. 4 voor altviool solo
- Opus 137: Symfonie nr. 17 Herinnering (1984)
- Opus 138: Symfonie nr. 18 Oorlog, er is geen wreder woord (1986)
- Opus 139: Zes Children's Songs voor stem en piano (1986)
- Opus 140: Sonate nr. 4 voor cello solo (1986)
- Opus 141: Strijkkwartet nr. 1 (1986) (Nieuwe versie van opus 2)
- Opus 142: Symfonie nr. 19 De heldere mei (1986)
- Opus 143: De vaandels van de vrede, symfonisch gedicht (1986)
- Opus 144: The Idiot, opera naar F. Dostojevski (1985)
- Opus 145: Kamersymfonie nr. 1 (1987)
- Opus 146: Strijkkwartet nr. 17 (1986)
- Opus 147: Kamersymfonie nr. 2 (1987)
- Opus 148: Fluitconcert nr. 2 (1987)
- Opus 149: Vrede voor de volkeren (1988)
- Opus 150: Symfonie nr. 20 (1988), opgedragen aan Vladimir Fedoseyev en het Moskou Radio Symfonie Orkest
- Opus 151: Kamersymfonie nr. 3 (1991)
- Opus 152: Symfonie nr. 21 Kaddish (1991)
- Opus 153: Kamersymfonie nr. 4 (1992)
- Opus 154: Onvoltooide Symfonie nr. 22

## Bron
- Onno van Rijen's Moisei Vainberg/Weinberg, 4 september 2004.